# Stillern (Penzing)
Stillern ist ein Ortsteil der Gemeinde Penzing im oberbayerischen Landkreis Landsberg am Lech.

## Geografie
Die Einöde Stillern liegt circa drei Kilometer südöstlich von Penzing auf einer weitläufigen Waldlichtung etwa 200 m südlich der Bundesautobahn 96.

## Geschichte
Einige hundert Meter östlich der Einöde befinden sich ein vorgeschichtliches Hügelgräberfeld.
Stillern wird erstmals 912 als Oetheringen genannt, der Ortsname lässt sich von dem Personennamen Other ableiten.
Im Jahr 1552 wird in Stillern ein ganzer Hof genannt, er war dem Hl. Geist Spital in Landsberg grundbar. Zu diesem Zeitpunkt wird die Ortschaft noch als Aitteringen bezeichnet.
Der Name Stillern wird um 1400 erstmals erwähnt und entstammt dem Flurnamen Stiller, 1752 wird bereits der ganze Hof als Stillerhofbauer bezeichnet.
Gerichtlich gehörte die Einöde zum Gebiet Penzing des Mitteramtes des Landgerichts Landsberg, das sowohl die Niedere und Hohe Gerichtsbarkeit innehatte.

## Sehenswürdigkeiten
In der Einöde befindet sich die katholische Kapelle St. Stephan, ein einschiffiger verputzter Backsteinbau mit Polygonalchor, Satteldach und Dachreiter. Der Chor stammt aus dem 15. Jahrhundert, das Langhaus datiert auf 1871.
Siehe auch: Liste der Liste der Baudenkmäler in Stillern

## Bodendenkmäler
Siehe: Liste der Bodendenkmäler in Penzing (Bayern)